# Okraj Šmohor
Okraj Šmohor (nemško Bezirk Hermagor) je upravni okraj v avstrijski zvezni deželi Koroški. Okraj Šmohor zajema skoraj celotno Ziljsko dolino, vključno z njenim spodnjim delom, kjer predvsem v občinah Šmohor - Preseško jezero in Štefan na Zilji tradicionalno živi avtohtona slovenska narodna skupnost. Zahodni del okraja Šmohor sega vse do Tirolske. Okraj Šmohor je skupaj z okraji Beljak-dežela, Celovec-dežela in Velikovec del tradicionalno slovensko govorečega, danes dvojezičnega ozemlja Južne Koroške.  
Leta 2020 je imel okraj približno 18.000 prebivalcev.  

## Upravna delitev
Okraj Šmohor je razdeljen na 7 občin, od tega je ena mestna občina (Šmohor - Preseško jezero), ena pa trška. 

## Podatki o občinah
Tabela prikazuje osnovne podatke o občinah v okraju Šmohor. Podatki o številu prebivalcev v spodnji tabeli so iz leta 2012.
| Občina (slovensko)       | Občina (nemško)           | Grb | Lega | Prebivalcev | Površina   | Gostota prebivalstva | Sodni okraj | Regija                                    | Tip           |
| ------------------------ | ------------------------- | --- | ---- | ----------- | ---------- | -------------------- | ----------- | ----------------------------------------- | ------------- |
| Dole na Zilji            | Dellach                   |     |      | 1283        | 36,13 km2  | 36 preb./km2         | Šmohor      | Ziljska dolina                            | Občina        |
| Višprijska dolina        | Gitschtal                 |     |      | 1295        | 56,47 km2  | 23 preb./km2         | Šmohor      | Stranska dolina Ziljske doline            | Občina        |
| Cirkno                   | Kirchbach                 |     |      | 2682        | 99,07 km2  | 27 preb./km2         | Šmohor      | Ziljska dolina                            | Občina        |
| Koče - Muta              | Kötschach - Mauthen       |     |      | 3415        | 154,91 km2 | 22 preb./km2         | Šmohor      | Prehod med Ziljsko dolino in Lesno dolino | Trška občina  |
| Lesna dolina             | Lesachtal                 |     |      | 1449        | 190,83 km2 | 7,6 preb./km2        | Šmohor      | Lesna dolina                              | Občina        |
| Šmohor - Preseško jezero | Hermagor - Pressegger See |     |      | 7063        | 205,36 km2 | 34 preb./km2         | Šmohor      | Ziljska dolina                            | Mestna občina |
| Štefan na Zilji          | Sankt Stefan im Gailtal   |     |      | 1579        | 66,2 km2   | 24 preb./km2         | Šmohor      | Ziljska dolina                            | Občina        |

## Spletne povezave
- Spletna stran okraja Arhivirano 2004-04-06 na Wayback Machine.